# Tarundia glaucescens
Tarundia glaucescens är en insektsart som beskrevs av Melichar 1898. Tarundia glaucescens ingår i släktet Tarundia och familjen Ricaniidae. Inga underarter finns listade i Catalogue of Life.